# Alasjärvi (sjö i Egentliga Tavastland)
Alasjärvi är en sjö i Finland. Den ligger i kommunen Janakkala i landskapet Egentliga Tavastland, i den södra delen av landet, 70 km norr om huvudstaden Helsingfors. Alasjärvi ligger 91,2 meter över havet. Arean är 1,23 kvadratkilometer och strandlinjen är 9,19 kilometer lång. Sjön  ingår i Kumo älvs huvudavrinningsområde.   I omgivningarna runt Alasjärvi växer i huvudsak blandskog.
Följande samhällen ligger vid Alasjärvi:
- Tervakoski (4 753 invånare)